# Florinda Bolkan
Florinda Bolkan (Uruburetama, 15 februari 1941) is een Braziliaans actrice.
Florinda Bolkan werd geboren als Florinda Soares Bulcão. Zij was de dochter van een Braziliaans Congreslid. Ze woonde in Fortaleza en Rio de Janeiro, voordat ze in 1968 naar Italië verhuisde. Tijdens haar carrière acteerde ze in meer dan veertig films en werkte ze samen met regisseurs als Luchino Visconti en Vittorio De Sica. Ze speelde ook aan de zijde van Ringo Starr in de film Candy (1968).

## Filmografie (selectie)
- 1968: Candy
- 1969: The Damned
- 1969: Un detective
- 1969: Machine Gun McCain
- 1969: Metti, una sera a cena
- 1970: The Last Valley
- 1970: Anonimo veneziano
- 1970: Indagine su un cittadino al di sopra di ogni sospetto
- 1971: Una lucertola con la pelle di donna
- 1972: Non si sevizia un paperino
- 1972: Un uomo da rispettare
- 1973: Una breve vacanza
- 1975: Sarajevski atentat
- 1975: Royal Flash
- 1975: Le orme
- 1978: La settima donna
- 1984: La piovra
- 1985: La gabbia
- 1988: Some Girls
- 1998: Bela Donna
- 2000: Eu Não Conhecia Tururu
- 2003: Cattive incinazioni